# Ste-Marguerite (Beaumont-du-Ventoux)

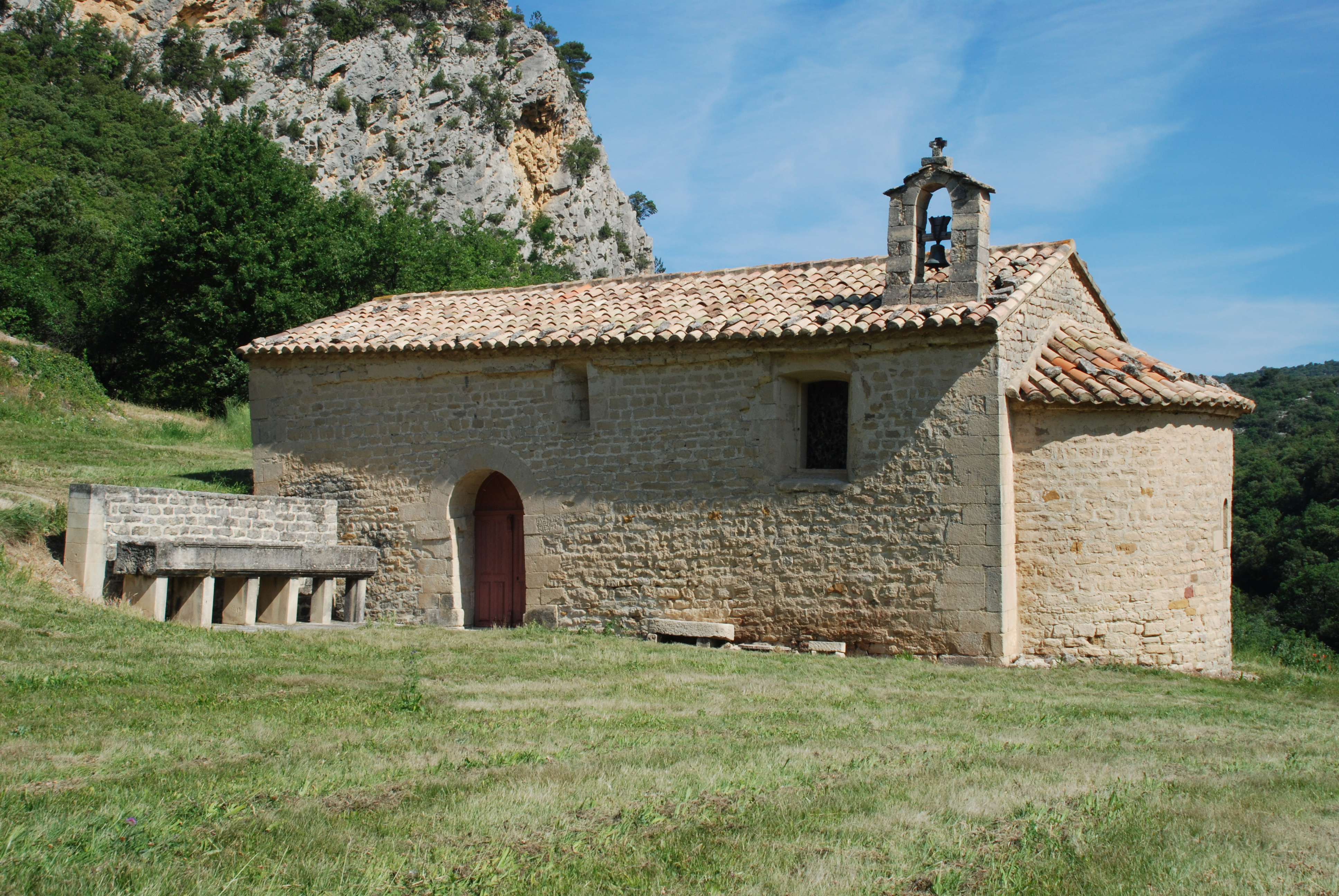
Sainte-Marguerite in Beaumont-du-Ventoux

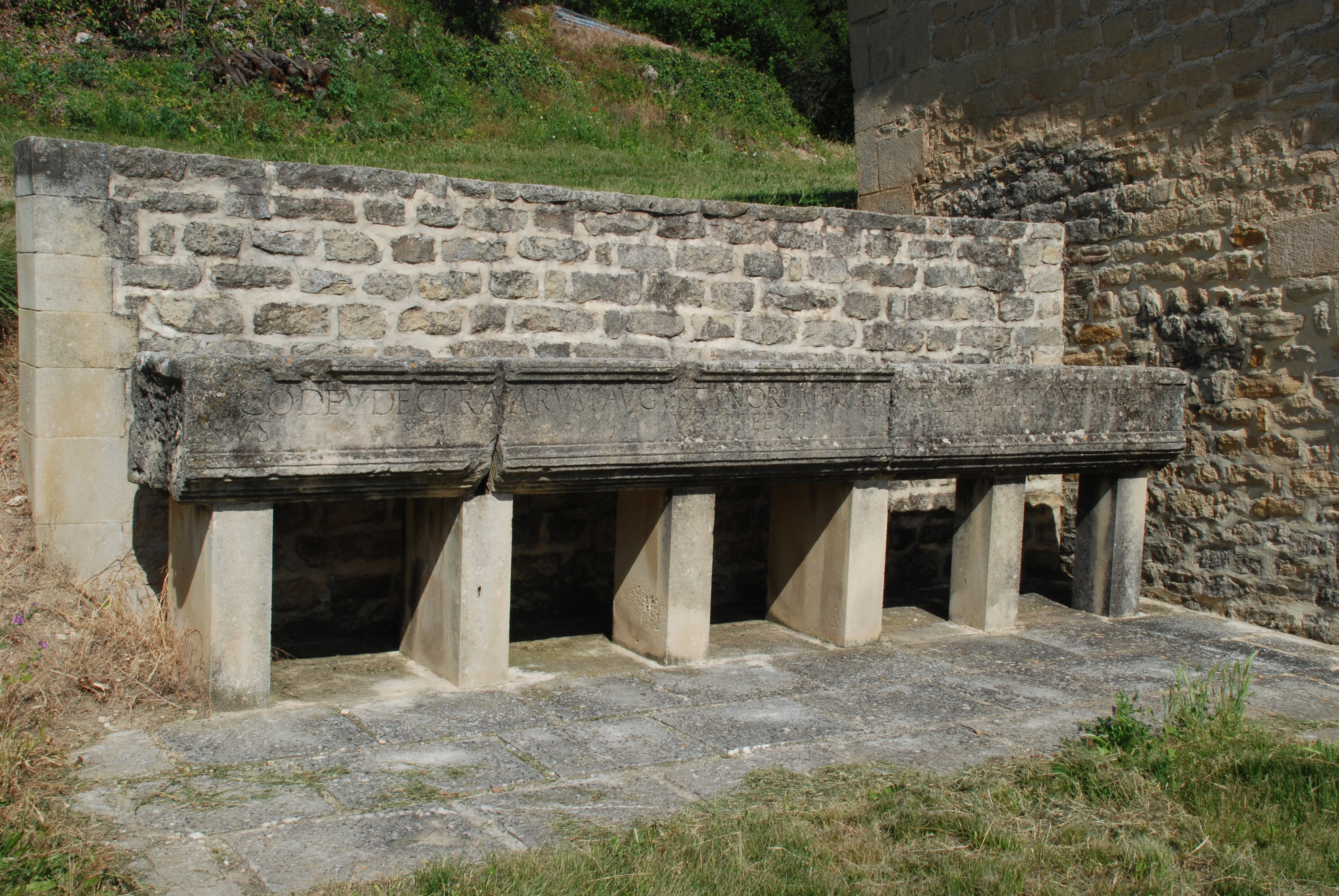
Türsturz mit Inschrift bei der Kapelle

Die katholische Kapelle Ste-Marguerite in Beaumont-du-Ventoux, einer Gemeinde im französischen Département Vaucluse in der Region Provence-Alpes-Côte d’Azur, wurde im 12. Jahrhundert errichtet. Die Kapelle befindet sich in der Nähe des Weilers Sainte-Marguerite.

## Architektur
Die Kapelle ist aus Bruchstein gemauert, nur die Umrandung des Portals ist aus Haustein. Hier wurde auch ein Stein wiederverwendet, wohl aus karolingischer Zeit, in dem ein Baum des Lebens eingraviert ist.
An das Kirchenschiff schließt sich eine kleine halbrunde Apsis an. Die Dächer sind mit Tonziegeln gedeckt. Auf dem Satteldach sitzt ein Glockengiebel mit einer Glocke.  
Bei der Kapelle befinden sich drei Fragmente eines möglicherweise römischen Türsturzes, die eine lateinische Inschrift besitzen.